# SN 2002ls
SN 2002ls – supernowa typu Ia odkryta 7 czerwca 2002 roku w galaktyce A223740-0038. W momencie odkrycia miała maksymalną jasność 22,60m.